# Luo (État)
Pour les articles homonymes, voir Luo.
XIe siècle av. J.-C. – 690 av. J.-C.
Entités suivantes :
- État de Chu

Luo était un état féodal chinois mineur apparu pendant la dynastie Shang. Par la suite, lorsque la dynastie Zhou renversa la dynastie Shang, il devint un état vassal des Zhou pendant la période des Printemps et Automnes.
Luo est détruit par l'état de Chu en 690 av. J.-C.
Les dirigeants de Luo avaient une origine commune avec les dirigeants de Chu.